# Hiéroglyphe égyptien A16
Le hiéroglyphe égyptien A16 (homme penché) est classifié dans la section A « L'Homme et ses occupations » de la liste de Gardiner ; il y est noté A16.

## Représentation
Il représente un homme debout, le dos courbé se prosternant et les bras ballant.

## Utilisation
C'est un déterminatif du champ lexical de la prosternation et par confusion
| s | d · Aa1 | A16 |

| s | d · Aa1 | A16 |

## Exemples de mots
| V31 | s | A16 |

| V31 | s | A16 |

| k | s | w | A16 |

| k | s | w | A16 |

| z · k · z | A16 | D41 · G37 |

| z · k · z | A16 | D41 · G37 |